# Standards (Seal)
Standards è il decimo album in studio del cantante britannico Seal, pubblicato nel 2017.

## Tracce
Edizione standard
1. Luck Be a Lady – 4:36 (Frank Loesser)
2. Autumn Leaves – 2:55 (Joseph Kosma, Johnny Mercer)
3. I Put a Spell on You – 2:56 (Jay Hawkins, Herb Slotkin)
4. They Can't Take That Away from Me – 3:16 (George Gershwin, Ira Gershwin)
5. Anyone Who Knows What Love Is – 4:31 (Jeannie Seely, Judith Arbuckle, Pat Sheeran, Randy Newman)
6. Love for Sale – 3:45 (Cole Porter)
7. My Funny Valentine – 4:32 (Richard Rodgers, Lorenz Hart)
8. I've Got You Under My Skin – 3:14 (Porter)
9. Smile – 4:31 (Charlie Chaplin, John Turner, Geoffrey Parsons)
10. I'm Beginning to See the Light (featuring The Puppini Sisters) – 3:06 (Duke Ellington, Don George, Johnny Hodges, Harry James)
11. It Was a Very Good Year – 4:42 (Ervin Drake)

Edizione deluxe (Tracce aggiuntive)
1. The Nearness of You (Hoagy Carmichael, Ned Washington)
2. Let It Snow, Let It Snow, Let It Snow (Jule Styne, Sammy Cahn)
3. Christmas Song (Chestnuts Roasting) (Robert Wells, Mel Tormé)